# Jörg Lemberg
Jörg Lemberg (* 1968 in Bremen) ist ein deutscher Filmkomponist.

## Leben
Als Jugendlicher erhielt Jörg Lemberg u. a. Unterricht bei Hannes Clauss und führte bereits als Schüler eigene Kompositionen auf. Später studierte er mit dem Hauptfach Schlagzeug Musik an der Folkwang-Hochschule in Essen sowie Filmkomposition an der Filmakademie Baden-Württemberg in Ludwigsburg bei Oscar-Preisträger Cong Su und Matthias Raue. Seitdem schrieb und produzierte er die Musiken zu über 90 Spielfilmen. Er arbeitet in Stuttgart und Berlin.

## Auszeichnungen
Lemberg war 1998 Stipendiat der Filmakademie Baden-Württemberg. 1998 erhielt er den 1. Platz beim Kompositionswettbewerb der Neuen Akademie Braunschweig, ein Jahr später den Rolf-Hans-Müller-Preis des SWR. 2001 folgte die Nominierung für den Deutschen Fernsehpreis sowie für den ersten Preis der Filmmusik-Biennale Bonn. Der Film Suzhou River gewann erste Preise auf dem Filmfestival Paris und auf dem International Film Festival Rotterdam. Die von Lemberg vertonte Siegfried-Lenz-Verfilmung Das Feuerschiff war 2009 für den Grimme-Preis nominiert. 2014 wurde seine Musik zu "Tatort: Franziska" für den Preis der Deutschen Akademie für Fernsehen nominiert.

## Filmografie

### Kinofilme
- 2000: Suzhou River
- 2003: The Purple Butterfly
- 2003: Besser als Schule (Klavierthema)
- 2008: Sunshine Barry und die Discowürmer
- 2014: Diplomatie
- 2015: Im Spinnwebhaus
- 2016: Dolores
- 2017: Do goht Dr Doig
- 2018: Sympathisanten – Unser Deutscher Herbst (D)

### Fernsehfilme und Serien
- 1998: Die man liebt (SWR)
- 1998: Spurensuche – Die Weltreligionen auf dem Weg (SWR/Titelmusik)
- 1999: Tatort: Bienzle und der Zuckerbäcker (ARD)
- 1999: Liebe ist stärker als der Tod (RTL)
- 2000: Himmel und Erde (Serie, ARD)
- 2000: Dich schickt der Himmel (SAT 1)
- 2000: Meine Tochter darf es nie erfahren (SAT 1)
- 2000: Ich beiß’ zurück (ZDF)
- 2000: 50 Jahre ARD (Dokumentation, ARD)
- 2000: Krieger und Liebhaber (ARD)
- 2001: Verdammte Gefühle (SAT 1)
- 2001: Unser Pappa (Zweiteiler, ARD)
- 2001: Die Mutter meines Mannes (SAT 1)
- 2001: Paulas Schuld (ZDF)
- 2001: Tatort: Kindstod (ARD)
- 2001: Der Schuss (ZDF)
- 2002: Mutter auf der Palme (SAT1)
- 2002: Der Fluch des schwarzen Schwans (ARD)
- 2002: Mörderherz (ARD)
- 2002: Mehr als nur Sex (ZDF)
- 2002: Am Ende des Tunnels (ZDF)
- 2003: Ein Zwilling kommt selten allein (SAT1)
- 2004: Eine verflixte Begegnung bei Mondschein (SAT1)
- 2004: Safari ins Glück (SAT1)
- 2004: Tatort: Stirb und werde (ARD)
- 2004: Sex und mehr (PRO7)
- 2004: Sommer mit Hausfreund (ARD)
- 2005: Tatort: Atemnot (ARD)
- 2005: Tatort: Borowski in der Unterwelt (ARD)
- 2005: Pik und Amadeus – Freunde wider Willen (ARD)
- 2005: Die Frau am Ende der Straße (ARD)
- 2005: Die Luftbrücke – Nur der Himmel war frei (Zweiteiler, SAT1)
- 2006: Tatort: Schattenspiele (ARD)
- 2006: Ein Sommer mit Paul (ARD)
- 2006: Der geheimnisvolle Schatz von Troja (Zweiteiler, SAT1)
- 2007: Meine böse Freundin (ARD)
- 2007: Auf dem Vulkan (ARD)
- 2007: Tatort: Investigativ (ARD)
- 2007: Das Feuerschiff (NDR)
- 2007: Tatort: Borowski und das Mädchen im Moor (ARD)
- 2008: Tatort: Verdammt
- 2008: Tatort: Brandmal (ARD)
- 2008: Das Duo – Sterben statt Erben (ZDF)
- 2009: Tatort: Mit ruhiger Hand (ARD)
- 2009: Klinik am Alex (Serie, SAT1)
- 2009: Tatort: Das Gespenst (ARD)
- 2009: Die Auflehnung (ARD)
- 2010: Tatort: Borowski und der vierte Mann (ARD)
- 2010: Der Uranberg (Co-Komponist) (ARD)
- 2010: Kommissarin Lucas – Am Ende muss Glück sein (ZDF)
- 2010: Annas Erbe (ARD)
- 2011: Kehrtwende (ARD)
- 2011: Polizeiruf 110: Blutige Straße (ARD)
- 2012: Manche mögen’s glücklich (ARD)
- 2012: Die Heimkehr (ARD)
- 2012–2016: Ein starkes Team (Fernsehserie, ZDF)
  - 2012:  Eine Tote zuviel
  - 2013:  Die Frau des Freundes
  - 2016: Knastelse
  - 2016: Tödliche Botschaft
- 2012: Der Hafenpastor (ARD)
- 2013: Bloch – Das Labyrinth (ARD)
- 2013: Arnes Nachlass (ARD)
- 2014: Tatort: Franziska (ARD)
- 2014: Mord am Höllengrund
- 2014: Glückskind
- 2015: Tatort: Kollaps (ARD)
- 2015: Im Spinnwebhaus (SWR)
- 2015: Tatort: Ätzend (ARD)
- 2016: Ein Sommer in Barcelona (ZDF)

- 2016: Ein Sommer in Dänemark (ZDF)

- 2018: Tatort: Tollwut (ARD)
- 2018: Tatort: Tod und Spiele (ARD)
- 2021: Polizeiruf 110: Hermann (ARD)
- 2022: Bis zum letzten Tropfen (ARD)
- 2024: Am Abgrund (ARD)